# Prise de Porrentruy
Première Coalition
Batailles
La prise de Porrentruy est un siège rapide ayant opposé le Saint-Empire et la France à Porrentruy, en Suisse, le 28 avril 1792, pendant la Révolution française.

## Contexte historique
Le 20 avril 1792, la France déclare la guerre au roi de Bohême et de Hongrie qui a adressé à Louis XVI, le 15 avril, un ultimatum concernant les droits des princes possessionnés d'Alsace.
Il est impossible de commencer une guerre sous de bons auspices en particulier depuis la fuite de Varennes. Des régiments entiers, parmi lesquels on cite le Royal-Allemand et les hussards de Saxe, émigrent ou passent à l'ennemi.
Mais les coalisés agissant avec lenteur, le maréchal Luckner commandant de l'armée du Rhin, décide de prendre la place forte de Porrentruy afin de prévenir d'une invasion.

## Déroulement de la bataille
Le maréchal Luckner, qui commande un camp de 12 000 hommes établis à l'extrémité de la Basse-Alsace, entre Lauterbourg, Landau et Wissembourg, charge le général Custine de pénétrer dans la province de Porrentruy qui appartient à l'évêque de Bâle et dont l'occupation paraît nécessaire à Luckner pour mettre cette portion de frontière à l'abri d'une invasion.
Le général Custine, à la tête de 2 000 hommes commandés par le colonel Charles Grangier de la Ferrière, commandant du 23e régiment d'infanterie de ligne et suivi par trois bataillons d'infanterie, une compagnie d'artillerie et 300 dragons, entre dans la principauté et somme Porrentruy de se rendre.
400 Autrichiens sont dans la place mais le prince-évêque Joseph Sigismond de Roggenbach, ne voulant pas soutenir un siège, leur défend de résister et se retire avec eux à Bienne en Suisse.

## Conséquences
Custine, vainqueur sans avoir combattu, prend possession de Porrentruy et fait élever des retranchements sur la montagne de Laumont pour défendre les défilés de Fribourg, Bienne, Bâle et Soleure.